# Adam Bergmark Wiberg
Adam Bergmark Wiberg, född 7 maj 1997, är en svensk fotbollsspelare som spelar för sydkoreanska Chungnam Asan. Hans morfar, Orvar Bergmark, var landslagsman i både fotboll och bandy.

## Karriär
Bergmark Wiberg spelade sex matcher och gjorde ett mål för Täby FK i Division 3 2016.
I december 2016 värvades Bergmark Wiberg av Gefle IF, där han skrev på ett fyraårskontrakt. Bergmark Wiberg debuterade i Superettan den 15 maj 2017 i en 3–2-förlust mot Norrby IF, där han blev inbytt i den 83:e minuten mot Jens Portin.
Den 8 januari 2019 värvades Bergmark Wiberg av Djurgårdens IF, där han skrev på ett fyraårskontrakt. Den 13 januari 2020 lånades Bergmark Wiberg ut till Örgryte IS på ett säsongslån. Den 17 januari 2021 lånades han ut till Falkenbergs FF på ett nytt säsongslån. I mars 2022 lånades Bergmark Wiberg ut till Östers IF på ett låneavtal fram till den 1 augusti. I juni 2022 blev det klart att Öster valt att utnyttja en option i låneavtalet och skrivit kontrakt med Bergmark Wiberg över säsongen 2024.
I januari 2025 värvades Bergmark Wiberg av Chungnam Asan i sydkoreanska andraligan.